# Aetrocantha falkensteini
Aetrocantha falkensteini är en spindelart som beskrevs av Karsch 1879. Aetrocantha falkensteini ingår i släktet Aetrocantha och familjen hjulspindlar. Inga underarter finns listade i Catalogue of Life.